# Izvoru Berheciului
Izvoru Berheciului is een Roemeense gemeente in het district Bacău.
Izvoru Berheciului telt 1735 inwoners.